# Administration territoriale de la Mauricie
Le palier supra-local de l'administration territoriale de la Mauricie regroupe 3 municipalités régionales de comté et 3 territoires équivalents.
Le palier local est constitué de 42 municipalités locales, 4 territoires non organisés et 3 réserves indiennes pour un total de 49 municipalités.

## Palier supra-local
| Nom                        | Chef-lieu              | Population 2021 | Superficie terrestre km2 | Densité hab./km2 |
| -------------------------- | ---------------------- | --------------- | ------------------------ | ---------------- |
| Agglomération de La Tuque* | La Tuque               | 15 038          | 26 031,84                | 0,58             |
| Les Chenaux                | Saint-Luc-de-Vincennes | 19 180          | 934,4                    | 20,53            |
| Maskinongé                 | Louiseville            | 37 292          | 2 502,4                  | 14,9             |
| Mékinac                    | Saint-Tite             | 12 762          | 5 554,9                  | 2,3              |
| Shawinigan*                |                        | 49 620          | 798,8                    | 62,12            |
| Trois-Rivières*            |                        | 139 163         | 288,92                   | 481,67           |
| Région                     | Région                 | 273 055         | 35 452                   | 7,7              |

Une Conférence régionale des élus de la Mauricie existe de 2003 à 2015. Une Table des préfets continue à exister, puis cède la place en 2019 à la Table des élus de la Mauricie, qui rassemble les représentants des trois MRC de la région, ceux de l’agglomération de La Tuque et des villes de Shawinigan et de Trois-Rivières ainsi que le Conseil de la Nation Atikamekw.

## Palier local

### Municipalités locales
| Nom                          | Désignation              | Superficie km2 | Population 2021 | MRC                       | Code géographique |
| ---------------------------- | ------------------------ | -------------- | --------------- | ------------------------- | ----------------- |
| Batiscan                     | Municipalité             | 58,9           | 958             | Les Chenaux               | 2437210           |
| Champlain                    | Municipalité             | 78,7           | 1 807           | Les Chenaux               | 2437220           |
| Charette                     | Municipalité             | 42,2           | 1 034           | Maskinongé                | 2451080           |
| Grandes-Piles                | Municipalité de village  | 124,8          | 493             | Mékinac                   | 2435040           |
| Hérouxville                  | Municipalité de paroisse | 53,03          | 1 367           | Mékinac                   | 2435035           |
| La Bostonnais                | Municipalité             | 289,3          | 556             | agglomération de La Tuque | 2490017           |
| La Tuque                     | Ville                    | 28 294,57      | 11 129          | agglomération de La Tuque | 2490012           |
| Lac-aux-Sables               | Municipalité de paroisse | 286,2          | 1 380           | Mékinac                   | 2435010           |
| Lac-Édouard                  | Municipalité             | 916,5          | 220             | agglomération de La Tuque | 2490027           |
| Louiseville                  | Ville                    | 63,85          | 7 340           | Maskinongé                | 2451015           |
| Maskinongé                   | Municipalité             | 74,4           | 2 323           | Maskinongé                | 2451008           |
| Notre-Dame-de-Montauban      | Municipalité             | 173,7          | 815             | Mékinac                   | 2435005           |
| Notre-Dame-du-Mont-Carmel    | Municipalité de paroisse | 130,3          | 6 121           | Les Chenaux               | 2437235           |
| Saint-Adelphe                | Municipalité de paroisse | 139            | 922             | Mékinac                   | 2435015           |
| Saint-Alexis-des-Monts       | Municipalité de paroisse | 1 135,8        | 2 999           | Maskinongé                | 2451065           |
| Saint-Barnabé                | Municipalité de paroisse | 59,2           | 1 186           | Maskinongé                | 2451025           |
| Saint-Boniface               | Municipalité             | 112            | 5 156           | Maskinongé                | 2451085           |
| Saint-Édouard-de-Maskinongé  | Municipalité             | 53,9           | 798             | Maskinongé                | 2451050           |
| Saint-Élie-de-Caxton         | Municipalité             | 129,5          | 1 934           | Maskinongé                | 2451075           |
| Saint-Étienne-des-Grès       | Municipalité de paroisse | 105,6          | 4 539           | Maskinongé                | 2451090           |
| Saint-Justin                 | Municipalité             | 79,6           | 961             | Maskinongé                | 2451045           |
| Saint-Léon-le-Grand          | Municipalité de paroisse | 75,9           | 863             | Maskinongé                | 2451035           |
| Saint-Luc-de-Vincennes       | Municipalité             | 54,2           | 519             | Les Chenaux               | 2437225           |
| Saint-Mathieu-du-Parc        | Municipalité             | 228,86         | 1 482           | Maskinongé                | 2451070           |
| Saint-Maurice                | Municipalité de paroisse | 91,34          | 3 432           | Les Chenaux               | 2437230           |
| Saint-Narcisse               | Municipalité de paroisse | 106,9          | 1 801           | Les Chenaux               | 2437240           |
| Saint-Paulin                 | Municipalité             | 97,9           | 1 541           | Maskinongé                | 2451060           |
| Saint-Prosper-de-Champlain   | Municipalité             | 93             | 482             | Les Chenaux               | 2437250           |
| Saint-Roch-de-Mékinac        | Municipalité de paroisse | 155,5          | 304             | Mékinac                   | 2435045           |
| Saint-Sévère                 | Municipalité de paroisse | 32             | 337             | Maskinongé                | 2451030           |
| Saint-Séverin                | Municipalité de paroisse | 61,9           | 812             | Mékinac                   | 2435020           |
| Saint-Stanislas              | Municipalité             | 91,4           | 1 001           | Les Chenaux               | 2437245           |
| Saint-Tite                   | Ville                    | 93,12          | 3 672           | Mékinac                   | 2435027           |
| Sainte-Angèle-de-Prémont     | Municipalité             | 37,8           | 631             | Maskinongé                | 2451055           |
| Sainte-Anne-de-la-Pérade     | Municipalité             | 129,5          | 2 031           | Les Chenaux               | 2437205           |
| Sainte-Geneviève-de-Batiscan | Municipalité de paroisse | 100,6          | 1 028           | Les Chenaux               | 2437215           |
| Sainte-Thècle                | Municipalité             | 221,6          | 2 415           | Mékinac                   | 2435050           |
| Sainte-Ursule                | Municipalité             | 68,2           | 1 355           | Maskinongé                | 2451040           |
| Shawinigan                   | Ville                    | 798,8          | 49 620          | *                         | 2436033           |
| Trois-Rives                  | Municipalité             | 650,7          | 432             | Mékinac                   | 2435055           |
| Trois-Rivières               | Ville                    | 288,92         | 139 163         | *                         | 2437067           |
| Yamachiche                   | Municipalité             | 106,9          | 2 813           | Maskinongé                | 2451020           |
| Total                        |                          | 35 986,09      | 267 821         |                           |                   |

### Territoires non organisés
| Nom                  | Superficie km2 | Population 2021 | MRC     | Code géographique |
| -------------------- | -------------- | --------------- | ------- | ----------------- |
| Lac-Boulé            | 24,4           | 0               | Mékinac | 2435908           |
| Lac-Masketsi         | 223,8          | 0               | Mékinac | 2435902           |
| Lac-Normand          | 2 171,2        | 10              | Mékinac | 2435904           |
| Rivière-de-la-Savane | 1 176,4        | 5               | Mékinac | 2435906           |
| Total                | 3 595,8        | 5               |         |                   |

### Réserves indiennes
| Nom         | Superficie km2 | Population 2021 | Division de recensement-Canada | Code géographique |
| ----------- | -------------- | --------------- | ------------------------------ | ----------------- |
| Coucoucache | 0,06           | NA              | La Tuque                       |                   |
| Obedjiwan   | 9,27           | 1 991           | La Tuque                       | 2490804           |
| Wemotaci    | 33,3           | 1 154           | La Tuque                       | 2490802           |